# Grzegorz Tomasiewicz
Grzegorz Tomasiewicz, né le 5 mai 1996 à Jaworzno en Pologne, est un footballeur polonais qui évolue au poste de milieu central au Piast Gliwice.

## Biographie

### Formation et débuts
Né à Jaworzno en Pologne, Grzegorz Tomasiewicz commence le football dans le club de sa ville natale, le Szczakowianka Jaworzno puis au MCKiS Sokół Jaworzno et au Ruch Chorzów, avant de rejoindre le centre de formation du Legia Varsovie en 2011. Il devient notamment champion de Pologne junior en 2013 avec le Legia. Alors qu'il est également courtisé par son ancien club, le Ruch Chorzów, Grzegorz Tomasiewicz rejoint l'Arka Gdynia en juillet 2015. Le transfert est annoncé dès le mois de février, le joueur étant en fin de contrat en juin et le Legia Varsovie, où il n'a pas eu l'opportunité de s'imposer, ne souhaitant pas le prolonger.

### Stal Mielec
Le 25 juin 2018, il s'engage en faveur du Stal Mielec, qui évolue alors en deuxième division polonaise. Il joue son premier match le 20 juillet 2018 lors de la première journée de la saison 2018-2019 face au Garbarnia Cracovie. Il est titularisé et son équipe s'impose par deux buts à zéro.
Tomasiewicz participe à la montée du club en première division, le Stal Mielec terminant premier du championnat lors de la saison 2019-2020, retrouvant la première division polonaise 24 ans après l'avoir quittée.
Tomasiewicz fait ses débuts dans l'élite du football polonais le 23 août 2020, lors de la première journée de la saison 2020-2021, contre le Wisła Płock. Il est titularisé et les deux équipes se neutralisent ce jour-là.

### Piast Gliwice
Lors de l'été 2022, Grzegorz Tomasiewicz s'engage en faveur du Piast Gliwice. Le transfert est annoncé le 14 juin 2022 et il s'engage pour un contrat de deux ans, soit jusqu'en juin 2024, avec une option pour une année supplémentaire,.
Le 25 février 2023, Tomasiewicz inscrit son premier but pour le Piast Gliwice, lors d'une rencontre de championnat face au KS Cracovie. Titulaire, il ouvre le score sur un tir lointain, et son équipe s'impose par deux buts à un.

### En sélection
Grzegorz Tomasiewicz représente l'équipe de Pologne des moins de 17 ans de 2012 à 2013, pour un total de dix matchs joués et de trois buts inscrits.
Avec les moins de 20 ans, Tomasiewicz joue trois matchs, tous en 2017. Il inscrit un seul but, lors de sa première apparition, le 23 mars contre l'Italie. Il entre en jeu et participe avec son but à la victoire des siens par trois buts à zéro.